# Mirach 26
Il Mirach 26 è un drone UAV da ricognizione sviluppato in Italia negli anni '90, basato sul drone Mirach 20.
Il progetto è stato realizzato dalla Meteor CAE prima che questa società venisse assorbita dalla Galileo Avionica.

## Descrizione
Il Mirach 26 è un tipico drone da sorveglianza del campo di battaglia, monomotore con elica a spinta, molto simile al precedente Mirach 20 ma leggermente più grande; la più notevole differenza del Mirach 26 è l'antenna discoidale sulla parte superiore. È propulso da un motore a pistoni da 20 kW (26 hp).

## Caratteristiche tecniche
- Equipaggio: Nessuno
- Capacità di carico: 50 kg (110 lb)
- Lunghezza: 4,00 m (13 ft 1 in)
- Apertura alare: 4,73 m (15 ft 6 in)
- Altezza: 1,27 m (4 ft 2 in)
- Superficie alare: 3,0 m2 (32 sq ft)
- Peso massimo al decollo: 408 kg (899 lb)
- Propulsore: 1 × Herbrandson Dyad 2-cilindri, 2-tempi a pistoni, 20 kW (26 hp)

### Prestazioni
- Velocità massima: 180 km/h (112 mph; 97 kn)
- Raggio di azione: 600 km (373 mi; 324 nmi)
- Durata di volo: 4 ore
- Quota di servizio: 3.500 m (11,500 ft)